# Papuk (bergstopp i Kroatien)
Papuk är en bergstopp i Kroatien.   Den ligger i länet Slavonien, i den östra delen av landet, 130 km öster om huvudstaden Zagreb. Toppen på Papuk är 954 meter över havet.
Terrängen runt Papuk är huvudsakligen kuperad. Papuk är den högsta punkten i trakten. Runt Papuk är det glesbefolkat, med 17 invånare per kvadratkilometer. Närmaste större samhälle är Velika, 8,9 km sydost om Papuk. I omgivningarna runt Papuk växer i huvudsak lövfällande lövskog.